# 8885 Sette
8885 Sette è un asteroide della fascia principale. Scoperto nel 1994, presenta un'orbita caratterizzata da un semiasse maggiore pari a 2,3908035 UA e da un'eccentricità di 0,0840912, inclinata di 12,96904° rispetto all'eclittica.
L'asteroide è dedicato all'astrofilo italiano Giancarlo Sette. (1927-2019).